# Juguang

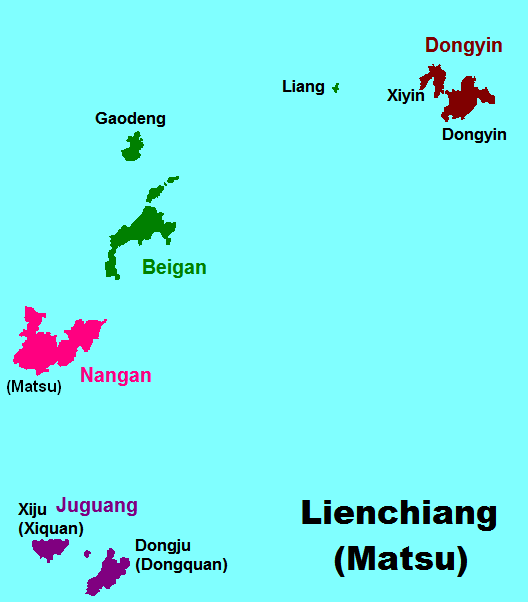
Juguang est le canton du sud de l'archipel Matsu

Juguang (Chinois traditionnel: 莒光鄉; pinyin: Jǔguāng Xiāng; Wade-Giles: Chü³-kuang²; Foochow romanisé: Gṳ-guŏng-hiŏng), également orthographié Chukuang, est un canton rural du comté de Lienchiang, appartenant à la république de Chine. Le canton de Juguang comprend deux grandes îles : l'île Dongju (東莒 "Ju de l'Est"; Dĕng-gṳ), l'île de Xiju (西莒 "Ju de l'Ouest"; Să-gṳ), ainsi que certains îlots. Ni Dongju ni Xiju n'ont de niveau administratif à l'échelle d'une île.

## Nom
Les îles Dongju et Xiju ont été précédemment nommées îles Dongquan (東犬; Dĕng-kēng) et Xiquan (西犬; Să-kēng); ce qui signifie "Chien de l'Est" et "Chien de l'Ouest" respectivement. Elles ont aussi été appelées îles Baiquan (白犬島; Băh-kēng-dô) ou îles Baiken (白肯島).
Elles ont été renommées à partir d'une citation d'un discours prononcé par Tchang Kaï-chek, "n'oubliez pas que vous êtes en Ju" (毋忘在莒; Ù uông câi Gṳ). Cela se réfère à la ville de Ju, où le roi de Qi prépara une contre-attaque qui permit de reprendre son pays de l'État de Yan au cours de la période des Royaumes combattants. De plus, cette citation est une métaphore de Matsu et de Taïwan en tant que fondements de la république de Chine pour se régénérer et reprendre un jour la Chine continentale de la Chine communiste. Ce changement de nom, bien sûr, n'est pas reconnu par la république populaire de Chine, laquelle a choisi de garder les noms d'origine.

## Histoire
Le 15 mai 1617, soixante-neuf wakō furent capturés vivants dans la région. 
En 1872, la construction du phare Dongquan démarra. 
En décembre 1939, les forces navales japonaises de Taïwan occupèrent les îles.
Les îles faisaient partie à l'origine partie du comté de Changle avant l'évacuation du gouvernement de la république de Chine à Taïwan. Elles sont considérées par la république populaire de Chine comme un territoire appartenant à la ville-préfecture de Changle de la municipalité de Fuzhou.
En septembre 1953, le gouvernement du comté de Chengle (長樂縣) fut établi sur les îles.
Une organisation de la CIA du nom de "Western Enterprises" (西方公司) installa une base d'opération sur l'île de Xiju.
Après une série de tests de préparation de combat menés par le MAAG le 15 avril 1955, l'ensemble des préparations défensives de la Chine nationaliste sur les îles Matsu furent notées comme satisfaisantes. Cependant, un des points faibles concernait "le régiment en sous-effectif de la garnison de l'archipel des îles Paichuan".
En juillet 1956, la juridiction des îles fut transférée au comté de Lienchiang. Les îles furent divisées en deux municipalités : celles de Xiquan et de Dongquan.
Le 19 août 1958, le président Tchang Kaï-Chek se rendit sur l'île Xiju et prononça un discours pour les soldats.
En septembre 1960, les deux municipalités fusionnèrent en une seule entité : la municipalité de Baiquan.
Le 15 octobre 1971, le Yuan exécutif approuva le changement de nom de la municipalité de Baiquan (白犬鄉) en municipalité de Juguang (Chukuang; 莒光鄉). De même, il approuva le changement de nom de l'île Xiquan (Hsichuan; 西犬島) et de l'île Dongquan (Tungchuan; 東犬島) en île Xiju (Hsiju; 西莒島) et île Dongju (Tungchu; 東莒島),.
Le 21 septembre 1979 et le 3 mai 1980, le président Tchang Ching-kuo se rendit sur la municipalité de Juguang.
Le maire de la municipalité, Hsieh Chun-Lan (謝春欗), appela à la transformation de Juguang en une économie dynamique de type touristique après les élections de 2018.

## Géographie
Dongju, la plus méridionale des îles Matsu, a une superficie de 2,63 km² et Xiju, 2.36 km². Les îlots périphérique incluent Yongliu (永留嶼 Yongliu) près de Dongju. Dongju a la forme d'un poignard tandis que Xiju a celle d'un triangle. Certaines falaises de Dongju sont fortement érodées par le vent, créant une esthétique pittoresque. D'autres îles incluent Linaoyu (林坳嶼), aussi connu sous le nom de Lintouyu (林頭嶼), Xiniuyu (犀牛嶼), Dayu (大嶼), Xiaoyu (小嶼), et Sheshan (蛇山),. 

## Divisions administratives
Les îles Dongju et Xiju font partie du comté de Lienchiang, mais elles n'ont pas d'administration à l'échelle d'une île. Elles sont toutefois divisées en cinq villages ruraux :

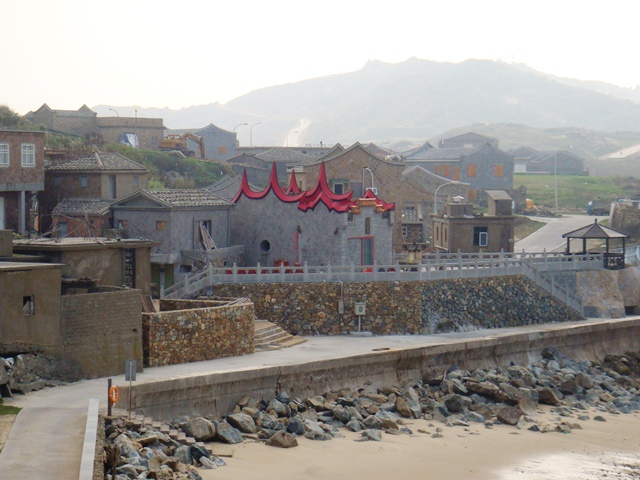
Île de Dongju

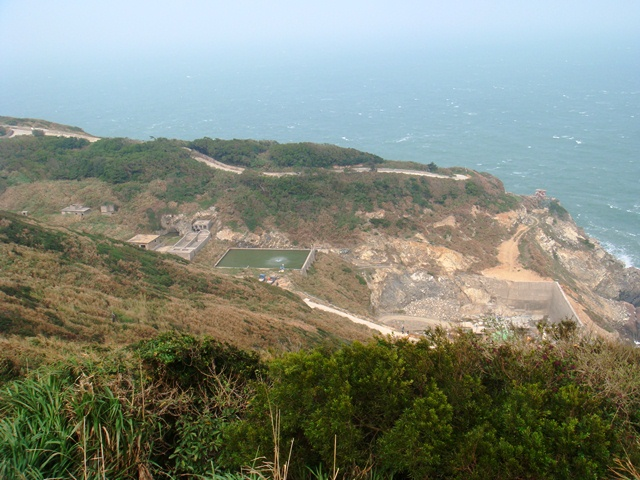
Réservoir Ledaoao

Sur l'île Xiju :
- Qingfan (青帆村 ; Qīngfán)
- Xiqiu (西坵村 ; Xīqīu)
- Tianwo (田沃村 ; Tiánwò)

Sur l'île Dongju
- Daping (大坪村 ; Dàpíng)
- Fuzheng (福正村 ; Fúzhèng)

## Lieux d'intérêt touristique

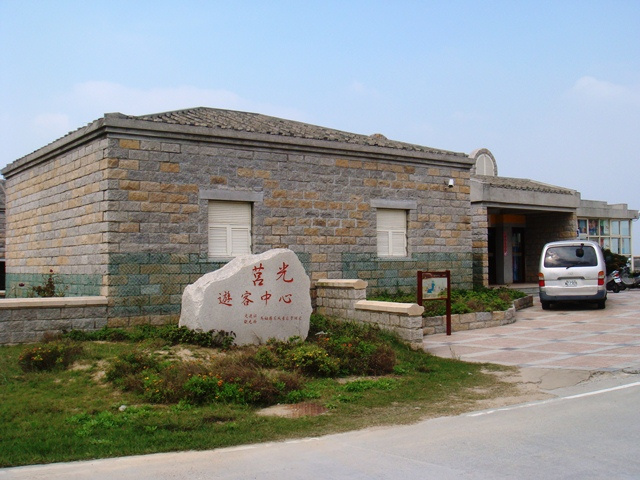
Office du Tourisme de Juguang

Le phare de Dongquan, haut de 19,5 mètres, au nord de Dongjyu, a été construite en granite à la fin de la dynastie Qing. La lumière de direction, en forme de palourde, peut illuminer les alentours jusqu'à 31 kilomètres. Il est aujourd'hui classé comme monument historique national de deuxième niveau. En face du phare se trouvaient quatre canons à brume pour la signalisation. Mais ils ont été exposés au musée historique et culturel de Matsu (馬祖歷史文物館).
La sculpture rupestre de Dapu de 42 caractères (大埔石刻), située dans le port de Dapu sur l'île de Dongju, a été élaborée  au cours de l'ère Wanli de la dynastie Ming. Elle fait part de la capture de pirates vivants. Le Huaigu Ting (懷古亭) construit en 1966, abrite la sculpture. 
Il est aussi possible de se rendre à la falaise Lü-He. 

## Infrastructures
La municipalité est alimentée en électricité par la centrale électrique de Xiju Power Plant située sur l'île Xiju.

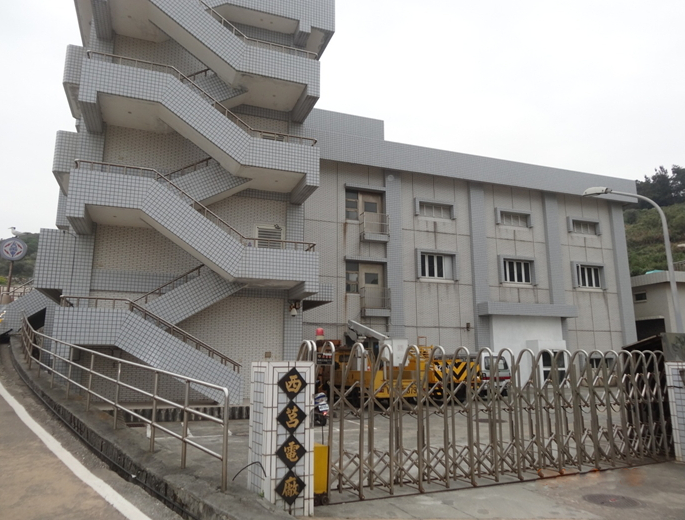
Centrale électrique de Xiju

Auparavant, l'eau fut une ressource rare sur l'île Xiju malgré des puits creusés partout sur l'île par les habitants. Plus récemment, les forces militaires construisirent un barrage et formèrent le réservoir Ledao'ao pour satisfaire les besoins en eau des habitants, ainsi que pour des raisons de défense du territoire et d'irrigation des terres.

## Transport

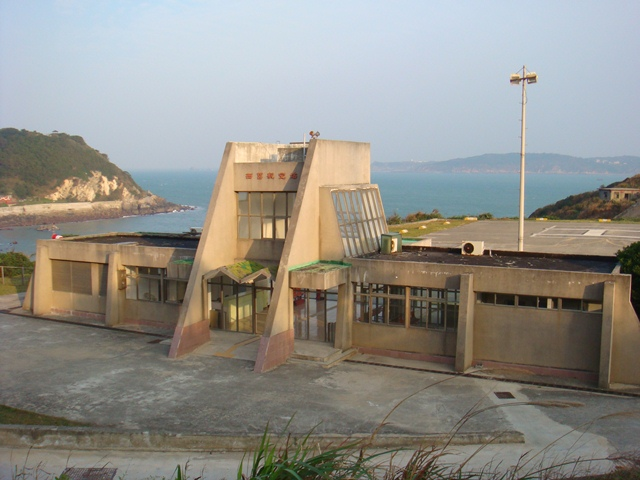
Héliport de l'île de Xiju

Il existe un port accessible sur l'île de Xiju et deux sur l'île Dongju. Le comté de Juguang peut être atteint par ferry à partir du port Fu'ao de Nangan ou par hélicoptère.